# Gotthard Girke
Gotthard Girke (* 9. September 1934; † 24. September 2018 in Tröbitz) war ein deutscher Badmintonspieler. 

## Karriere
Girke gehörte zu den Begründern des Badmintonsports beim ostdeutschen Traditionsverein Aktivist Tröbitz, dessen Sektion Federball er seit dem Spätsommer 1957 als eines der ersten Mitglieder angehörte. Schon deutlich älter als seine Mannschaftskameraden Gottfried Seemann, Hans Bräuer oder Gerolf Seemann konnte er sich in den Jahren bis 1964 nur für die Tröbitzer Reserve qualifizieren. In der Saison 1964/1965 gelang ihm,  schon über dreißigjährig, sein größter sportlicher Erfolg.  Endlich konnte er sich in das A-Team der Niederlausitzer vorspielen und gewann mit der Mannschaft die DDR-Meisterschaft, die vierte in Serie für Aktivist Tröbitz. In den Folgejahren reichte es dann wieder nur für die Ersatzmannschaft der Tröbitzer, so dass der Titelgewinn 1965 sein einziger bleiben sollte. 
Gotthard Girke lebte bis zu seinem Tod in Tröbitz, wo er am 24. September 2018 im Alter von 84 Jahren starb.

## Sportliche Erfolge
| Saison    | Veranstaltung                | Disziplin  | Platz | Name |
| --------- | ---------------------------- | ---------- | ----- | --- |
| 1964/1965 | DDR-Mannschaftsmeisterschaft | Mannschaft | 1     | Aktivist Tröbitz (Gottfried Seemann, Gerolf Seemann, Erich Wilde, Klaus Katzor, Heinz Glormus, Gerhard Dietze, Peter Schurig, Gotthard Girke, Marlies Bissendorf, Gitta Rost, Annemarie Fritzsche, Rita Gerschner) |